# Захарьящев, Михаил Владимирович
Михаил Владимирович Захарьящев — советский хозяйственный, государственный и политический деятель, Герой Социалистического Труда.

## Биография
Родился в 1920 году в селе Чембар. Член КПСС.
С 1938 года — на хозяйственной, общественной и политической работе. В 1938—1980 гг. — машинист вращающихся печей на цементном заводе «Гигант» Московской области, пограничник, курсант 16-го Дзержинского пограничного отряда на советско-польской границе, военнопленный, машинист вращающихся печей Белгородского цементного завода Белгородского совнархоза.
Указом Президиума Верховного Совета СССР от 9 августа 1958 года за выдающиеся успехи, достигнутые в строительстве и промышленности строительных материалов присвоено звание Героя Социалистического Труда с вручением ордена Ленина и золотой медали «Серп и Молот».
Делегат XXV съезда КПСС.
Умер в Белгороде в 1993 году.